# Phyllomys lamarum
Espèce
Statut de conservation UICN

 DD  : Données insuffisantes
Phyllomys lamarum est une espèce de rongeurs de la famille des Echimyidae. Ce petit mammifère est un rat épineux arboricole. Endémique du Brésil, on ne le rencontre que dans des forêts situées sur la côte est, entre Paraíba et Rio de Janeiro. Les données sont insuffisantes pour déterminer avec exactitude son statut de conservation.
Cette espèce a été décrite pour la première fois en 1916 par le zoologiste britannique Michael Rogers Oldfield Thomas (1858-1929).